# Pat MacLeod
Pour les articles homonymes, voir MacLeod.
Patrick L. MacLeod (né le 15 juin 1969 à Melfort, dans la province de la Saskatchewan au Canada) est un joueur professionnel retraité de hockey sur glace ayant évolué à la position de défenseur.

## Carrière
Réclamé en cinquième ronde du repêchage de la Ligue nationale de hockey en 1989 par les North Stars du Minnesota après avoir été nommé dans la deuxième équipe d'étole de la Ligue de hockey de l'Ouest, MacLead rejoint dès l'année suivante le club affilié au Stars dans la Ligue internationale de hockey, les Wings de Kalamazoo.
En 1991, il est retenu par les Sharks de San José lors de leur repêchage d'expansion, il partagea ses deux premières saisons entre ces derniers et leur club affilié, les Blades de Kansas City, remportant la Coupe Turner en 1992. C'est avec les Admirals de Milwaukee qu'il s'illustre comme étant un des meilleurs joueurs de la LIH, étant nommé en 1994 dans la première équipe d'étoiles de la LIH.
Au terme de cette saison, il se joint en tant qu'agent libre aux Stars de Dallas pour une année avant de quitter pour le Färjestads BK de la Elitserien en Suède. Il ne joue que seize rencontres avec eux avant de s'entendre à long terme en décembre 1996 avec les Cyclones de Cincinnati de la LIH.
Après avoir raté la majorité de la saison 1998-1999 en raison d'une blessure à un genou subi lors d'une rencontre contre les Wolves de Chicago, il joue une saison de plus et remporte le titre d'Homme de l'année en LIH avant d'annoncer à l'été 2000 son retrait de la compétition.

## Statistiques
| Saison     | Équipe                       | Ligue      |    | Saison régulière | Saison régulière | Saison régulière | Saison régulière | Saison régulière |   | Séries éliminatoires | Séries éliminatoires | Séries éliminatoires | Séries éliminatoires | Séries éliminatoires |
| Saison     | Équipe                       | Ligue      | PJ | B                | A                | Pts              | Pun              | PJ               | B | A                    | Pts                  | Pun                  |                      |                      |
| 1986-1987  | Traders de Fort Saskatchewan | LHJA       | 59 | 12               | 40               | 52               | 29               |                  |   |                      |                      |                      |                      |                      |
| 1987-1988  | Blazers de Kamloops          | LHOu       | 50 | 13               | 33               | 46               | 27               | 18               | 2 | 7                    | 9                    | 6                    |                      |                      |
| 1988-1989  | Blazers de Kamloops          | LHOu       | 37 | 11               | 34               | 45               | 14               | 15               | 7 | 18                   | 25                   | 24                   |                      |                      |
| 1989-1990  | Wings de Kalamazoo           | LIH        | 82 | 9                | 38               | 47               | 27               | 10               | 1 | 6                    | 7                    | 2                    |                      |                      |
| 1990-1991  | North Stars du Minnesota     | LNH        | 1  | 0                | 1                | 1                | 0                |                  |   |                      |                      |                      |                      |                      |
| 1990-1991  | Wings de Kalamazoo           | LIH        | 59 | 10               | 30               | 40               | 16               | 11               | 1 | 2                    | 3                    | 5                    |                      |                      |
| 1991-1992  | Sharks de San José           | LNH        | 37 | 5                | 11               | 16               | 4                |                  |   |                      |                      |                      |                      |                      |
| 1991-1992  | Blades de Kansas City        | LIH        | 45 | 9                | 21               | 30               | 19               | 11               | 1 | 4                    | 5                    | 4                    |                      |                      |
| 1992-1993  | Sharks de San José           | LNH        | 13 | 0                | 1                | 1                | 10               |                  |   |                      |                      |                      |                      |                      |
| 1992-1993  | Blades de Kansas City        | LIH        | 18 | 8                | 8                | 16               | 14               | 10               | 2 | 4                    | 6                    | 7                    |                      |                      |
| 1993-1994  | Admirals de Milwaukee        | LIH        | 73 | 21               | 52               | 73               | 18               | 3                | 1 | 2                    | 3                    | 0                    |                      |                      |
| 1994-1995  | Admirals de Milwaukee        | LIH        | 69 | 11               | 36               | 47               | 16               | 15               | 3 | 6                    | 9                    | 8                    |                      |                      |
| 1995-1996  | Stars de Dallas              | LNH        | 2  | 0                | 0                | 0                | 0                |                  |   |                      |                      |                      |                      |                      |
| 1995-1996  | K-Wings du Michigan          | LIH        | 50 | 3                | 23               | 26               | 18               | 7                | 0 | 3                    | 3                    | 0                    |                      |                      |
| 1996-97    | Färjestads BK                | Elitserien | 12 | 1                | 2                | 3                | 4                |                  |   |                      |                      |                      |                      |                      |
| 1996-97    | Färjestads BK                | EuroHL     | 4  | 2                | 0                | 2                | 2                |                  |   |                      |                      |                      |                      |                      |
| 1996-1997  | Cyclones de Cincinnati       | LIH        | 41 | 5                | 8                | 13               | 8                | 3                | 2 | 0                    | 2                    | 0                    |                      |                      |
| 1997-1998  | Cyclones de Cincinnati       | LIH        | 78 | 16               | 39               | 55               | 51               | 9                | 0 | 6                    | 6                    | 8                    |                      |                      |
| 1998-1999  | Cyclones de Cincinnati       | LIH        | 18 | 5                | 5                | 10               | 4                | 3                | 0 | 2                    | 2                    | 4                    |                      |                      |
| 1999-2000  | Cyclones de Cincinnati       | LIH        | 62 | 1                | 18               | 19               | 29               | 7                | 0 | 1                    | 1                    | 0                    |                      |                      |
| 1999-2000  | Everblades de la Floride     | ECHL       | 3  | 0                | 2                | 2                | 4                |                  |   |                      |                      |                      |                      |                      |
| Totaux LNH | Totaux LNH                   | Totaux LNH | 53 | 5                | 13               | 18               | 14               |                  |   |                      |                      |                      |                      |                      |

## Honneurs et trophées
- Ligue de hockey de l'Ouest
  - Nommé dans la deuxième équipe d'étoiles en 1994.
- Ligue internationale de hockey
  - Nommé dans la deuxième équipe d'étoiles en 1992.
  - Nommé dans la première équipe d'étoiles en 1994.
  - Nommé Homme de l'année en LIH en 2000.

## Transactions en carrière
- 1989 : repêché par les North Stars du Minnesota ( 5e choix de l'équipe, 87e au total).
- 30 mai 1991 : réclamé par les Sharks de San José lors du Repêchage d'expansion.
- 31 juillet 1995 : signe à titre d'agent libre avec les Stars de Dallas.
- 23 décembre 1996 : signe à titre d'agent libre avec les Cyclones de Cincinnati de la LIH.